# بسيريموس
بسيريموس هي جزيرة صغيرة تقع بين كاليمنوس وكوس وتتبع لمقاطعة دوديكانيسيا.